# Dodécadodécaèdre
En géométrie, le dodécadodécaèdre est un polyèdre uniforme non-convexe, indexé sous le nom U36.
Ce polyèdre peut être considéré comme un grand dodécaèdre rectifié.
Ses sommets sont partagés avec l'icosidodécaèdre.